# イブラヒム・メガグ・サマター
イブラヒム・メガグ・サマター（Ibrahim Maygaag Samatar、1943年 - 2011年1月31日）は、ソマリアの政治家、経済学者。
イギリス領ソマリランドのハルゲイサ生まれとされているが、実際にはハルゲイサとエチオピアのアワレの間にあるエチオピアのQulladという町。
パスポート上では1942年2月20日生まれとなっているが、実際には1939年から1941年の間。BBCも1939年生まれとしている。
アメリカのイェール大学とカリフォルニア大学リバーサイド校で学び帰国、財務省官僚となった。1969年にクーデターがおこると政権を握ったモハメド・シアド・バーレの内閣において財務大臣に任命された。その後産業相などをつとめ、駐西ドイツ大使時代の1981年にアメリカへと亡命した。亡命後はソマリ国民運動で北米地区の代表を務めた。1991年にブラオで行われた会議では中央委員会の議長を務め、ソマリランドの独立に尽力した。1993年にボラマで行われた国民和解大会議で下院議員に選ばれたが、すぐに辞職して政界から引退した。
1997年に来日して城西国際大学の研究員を務めていた。
2011年1月31日、千葉県東金市の自宅で68歳で亡くなった。